# Тирва
Тирва (ест. Tõrva) је град и општина у округу Валга, јужна Естонија. Налази се на обалама реке Ихне.
Тирва има површину од 4,80 km² и 3.101 становника, према попису од 1. јануара 2009, па је други највећи град у округу удаљен 30 km од главнога града округа Валге.
Тирва је добила градска права 2. јула 1926.
Градске знаменитости су маузолеј „Барклеј де Толи“, властелинства Тагепера, Холдре и Хелме, рушевине дворца Тирва, као и пећине Хелме и Коркила.